# Deutsche Chronik (Christian Friedrich Daniel Schubart)
Die Deutsche Chronik war ein von Christian Friedrich Daniel Schubart zunächst in Augsburg herausgegebenes und von Conrad Heinrich Stage verlegtes Wochenblatt. Die erste Ausgabe erschien am 31. März 1774; es erschien in der Regel zweimal wöchentlich. Als nach kurzer Zeit der Augsburger Magistrat den Druck des Journals verbot, wurde dieser von 1776 bis 1777 beim Verlag Wagner in Ulm fortgesetzt, während der 5. Jahrgang 1778 wieder in Augsburg erschien. Schubart wurde 1775 aus Augsburg vertrieben und 1777 auf dem Hohenasperg eingekerkert.